# Martin Lennings
Hans Martin Otto Lennings (* 6. Dezember 1904 in Schwelm; † 19. September 1962 in Köln) war ein deutscher SA-Angehöriger. Lennings erlangte im Jahr 2019 postume Bekanntheit aufgrund der Auffindung einer von ihm im Jahr 1955 abgegebenen eidesstattlichen Erklärung, in der er sich selbst der Mitwirkung an der Inbrandsetzung des Berliner Reichstagsgebäudes am 27. Februar 1933 bezichtigte.

## Leben und Angaben zu seiner Involvierung in den Reichstagsbrand
Lennings stammte aus dem heutigen Wuppertal und wuchs in Hannover auf. Sein Vater Heinrich Lennings (1871–1923), der das erste und zweite Examen in evangelischer Theologie absolviert hatte, unterrichtete seit 1902 am Progymnasium mit Realschule in Schwelm und ab 1907 an der Oberrealschule an der Lutherkirche in Hannover. Lennings älterer Bruder Heinrich jun. wurde Pastor.
Wie Lennings eidesstattlich versicherte, habe er sich seit 1924 in der deutsch-völkischen Bewegung – laut dem Historiker Rainer Orth bei den Artamanen – betätigt und sei 1926 Mitglied der NSDAP geworden. Er sei mit Ernst Röhm befreundet gewesen und von diesem kurz vor dem 30. Januar 1933 als einfacher Truppführer in die SA, den Straßenkampfverband der NSDAP, aufgenommen worden, nachdem er zuvor 1930 ein Angebot von Röhm abgelehnt habe, in die Führung der SA einzutreten. Auch laut seinem 1948 abgeschlossenen Entnazifizierungsverfahren hatte er beste Kontakte zur NSDAP-Führung, zum Beispiel habe er im Sommer 1930 nach einer Schlägerei mit Kommunisten Besuch von Adolf Hitler im Krankenhaus bekommen und Röhm mehrfach auf Reisen begleitet. Im Februar 1933 habe er einem Berliner SA-Sondertrupp („zur besonderen Verwendung“) angehört und in Zivilkleidung einen Arbeitsdienst der sogenannten Christlichen Kampfschar in der General-Pape-Straße bespitzelt. Am Abend des 27. Februar 1933 will Lennings als Angehöriger seines SA-Trupps in die Vorgänge um die Inbrandsetzung des Reichstagsgebäudes verwickelt worden sein.
Im Jahr 1955 gab Lennings, der als Beruf Kaufmann angab und bei seinem Bruder, dem Pastor Heinrich Lennings, in Bad Pyrmont wohnte, vor dem Notar Paul Siegel in Hannover eine auf den 8. November 1955 datierte eidesstattliche Erklärung ab, die anschließend in die Urkundenrolle des Notars beim Amtsgericht Hannover mit der Urkundenrollennummer 501 genommen wurde und folgende Angaben enthielt: Am Abend des 27. Februar 1933 habe er, Lennings, vom Führer der SA-Untergruppe Berlin-Ost, Karl Ernst, den Befehl erhalten, einen jüngeren Mann von einem SA-Lazarett in der Lützowstraße im Berliner Tiergarten mit einem Automobil zum Reichstagsgebäude zu fahren. Der Auftrag erfolgte nicht direkt, sondern über einen Polizeispitzel in einer Gastwirtschaft in Berlin-Mahlsdorf. Wahrscheinlich handelte es sich um die Gastwirtschaft Zum strammen Kater in der Hönower Straße 147. Diesen Befehl hätten er und zwei weitere SA-Angehörige in Zivil gekleidet zwischen 20.00 und 21.00 Uhr ausgeführt und den jungen Mann zum Reichstag transportiert. Während der Fahrt habe der Mann „kein Wort“ gesprochen und einen „benommenen“ Eindruck gemacht. Am Reichstag hätten er und die anderen beiden SA-Männer, so Lennings, den ihm unbekannten Mann an einem Nebeneingang an einen dort wartenden, ebenfalls „in bürgerlicher Kleidung“ auftretenden SA-Mann übergeben, der sie angewiesen habe, sich schnell wieder zu entfernen, wobei Lennings bemerkt habe, dass „ein eigenartiger Brandgeruch herrschte und dass auch schwache Rauchschwaden durch die Zimmer hindurchzogen“.
In den folgenden Tagen habe er, so Lennings in seiner Erklärung weiter, aufgrund der in den Zeitungen abgebildeten Fotografien des im brennenden Reichstagsgebäude verhafteten niederländischen Anarchosyndikalisten Marinus van der Lubbe in diesem jenen Mann erkannt, den er und die anderen zwei SA-Männer am Abend des 27. Februar 1933 vom Berliner Tiergarten zum Reichstagsgebäude gebracht hätten. Nachdem Lubbe in der Presse als Brandstifter hingestellt wurde, obwohl er, Lennings, und seine Kameraden gewusst hätten, dass dieser nicht der Brandstifter gewesen sein konnte, da das Gebäude ja bereits gebrannt habe, als sie Lubbe dort abgeliefert hätten, hätten sie sich beschwerdeführend an seine Vorgesetzten gewandt: „Weil nach unserer Überzeugung van der Lubbe unmöglich der Brandstifter gewesen sein konnte, da ja nach unseren Feststellungen der Reichstag schon in Brand gesetzt sein musste, als wir van der Lubbe dort ablieferten.“ Er und andere SA-Männer hätten aus diesem Grund gegen die Verhaftung und angeblich wahrheitswidrige öffentliche Hinstellung Lubbes als Brandstifter protestiert: Sie seien daraufhin in Schutzhaft genommen worden und hätten Reverse unterschreiben müssen, in denen sie erklärten, „dass wir von nichts etwas wissen“. Nach einer Woche seien sie auf Befehl von Röhm wieder entlassen worden.
Lubbe als einziger offiziell überführter Tatverdächtiger wurde derweil im Reichstagsbrandprozess vor dem Leipziger Reichsgericht im Dezember 1933 zum Tode verurteilt und im Januar 1934 hingerichtet. Lennings zufolge seien später fast alle zum engeren Kreis der am Reichstagsbrand beteiligten Personen gehörende SA-Angehörigen während der Röhm-Affäre erschossen worden und er vermutete auch, dass das der Grund für die Ermordung von Karl Ernst gewesen war. Er selbst, so Lennings, sei jedoch gewarnt worden und in die Tschechoslowakei geflüchtet. Nach seiner Ausweisung aus der Tschechoslowakei und einer zwischenzeitlich erfolgten Amnestie kehrte er nach eigenen Angaben 1934 wieder nach Deutschland zurück. Wegen Äußerungen gegen das Regime sei er Ende 1934 kurz in Schutzhaft genommen worden und 1936 in das Gestapo-Gefängnis Hotel Silber in Stuttgart, nachdem er das Grab eines beim Röhm-Putsch Erschossenen in Rudolstadt besucht habe. Nach Haft in verschiedenen Schutzhaftlagern sei er dann 1937 in Stuttgart entlassen worden.
Lennings meldete sich 1940 als Freiwilliger zur Wehrmacht, wurde bei den Besatzungstruppen in Dänemark eingesetzt, aber schon 1941 wieder aus ihr entlassen. Danach arbeitete er als Dienstverpflichteter in der Rüstungsindustrie, bevor er 1943 eine Anstellung in der großen Staudengärtnerei von Karl Foerster in der Nähe von Potsdam erhielt. Dort habe er auch die Not verfolgter Juden gesehen, die ihn erschüttert habe. Einigen jüdischen Menschen habe er helfen können, eine Beschäftigung zu erhalten oder unterzukommen. Diese Behauptung Lennings’ spielte auch in seinem späteren Entnazifizierungsverfahren eine Rolle. Bei der Verteidigung Potsdams wurde er nochmals zum Militärdienst herangezogen und geriet in sowjetische Kriegsgefangenschaft. Im Frühjahr 1946 wurde er daraus entlassen, hielt sich zunächst in Stuttgart auf und war ab Februar 1947 in einem Genesungsheim des evangelischen Hilfswerks für entlassene Kriegsgefangene im württembergischen Sachsenheim untergebracht.
In seinem Entnazifizierungsverfahren wurde Lennings am 29. April 1948 durch die Spruchkammer Ludwigsburg als „entlastet“ eingestuft. Dazu wurde ausgeführt, dass Lennings „zu den alten Kämpfern der NS-Bewegung gehört“ und anfänglich den Aufbau der NS-Gewaltherrschaft gefördert, aber schnell seinen Irrtum erkannt und schließlich „gegen den Nationalsozialismus gearbeitet“ habe. Die Angaben Lennings’, jüdische Personen in Potsdam während der letzten Kriegsjahre unterstützt zu haben, wurden durch Erklärungen vertrauenswürdiger Personen bestätigt, an erster Stelle des Kunstschriftstellers Oskar Beyer, dessen jüdische Frau Margarete 1945 im KZ Auschwitz starb und der selbst ein erklärter NS-Gegner war.
Seine Beweggründe, die ihn selbst belastenden Angaben vor einem Notar eidlich zu Protokoll zu geben, erklärte Lennings selbst in seiner Erklärung 1955 damit, dass er gläubiger Katholik sei und die Aussage auf Anraten seines Beichtvaters mache. Anlass für den Entschluss Lennings´, ausgerechnet 1955 seine Erklärung abzugeben, war nach eigener Aussage die Verwendung in einem damals diskutierten Wiederaufnahmeverfahren des Reichstagsbrandprozesses von 1933. Er selbst habe vor, in Kürze das Land zu verlassen. Er ermächtigte den Anwalt im Wiederaufnahmeprozess Arthur Brandt in seiner eidesstattlichen Versicherung, diese im Prozess zu verwenden.
Dem Artikel von Meding zufolge gibt es Abschriften von Briefen von Lennings an seinen Bruder aus den 1950er Jahren im Bundesarchiv. Danach verschwieg Lennings in seiner eidesstattlichen Erklärung einige Fakten, die ihn noch hätten selbst belasten können. So soll es einige Tage vor dem Reichstagsbrand im Trompeterschlösschen in Dresden ein Treffen von Mitgliedern der SA, darunter Edmund Heines, gegeben haben, bei dem über den bevorstehenden Brand gesprochen und die Männer dafür ausgewählt worden seien.
Über Lennings’ Leben nach seiner Entnazifizierung ist wenig bekannt. Ab 1951 war er in Leonberg in der Nähe von Stuttgart als wohnhaft registriert. Im Jahr seines Todes 1962 bewohnte er als Untermieter ein möbliertes Zimmer im sauerländischen Meschede. Er starb am 19. September 1962 in Köln, als er einen Bekannten besuchen wollte und einen diabetischen Anfall erlitt.

## Öffentliche Rezeption

### Vor der Prüfung des Sachverhalts
Bereits Alexander Bahar und Wilfried Kugel haben in ihrer im Jahr 2001 erschienenen Dokumentation „Der Reichstagsbrand. Wie Geschichte gemacht wird“ (edition q, Berlin 2001, „Der Zeuge des Rechtsanwalts Arthur Brandt“, S. 588–591) detailliert über die Aussagen des seinerzeit von dem Berliner Rechtsanwalt Arthur Brandt im Urteilsaufhebungsverfahren Marinus van der Lubbe angeführten, jedoch anonym gehaltenen Zeugen berichtet. Dessen 1955 abgelegte eidesstattliche Erklärung lag den Autoren seinerzeit nur in Auszügen vor. Eine Abschrift von Lennings’ eidesstattlicher Erklärung wurde erst in Zusammenhang mit Nachforschungen des niedersächsischen Landeskriminalamts zur eigenen Geschichte im Nachlass des Verfassungsschutzbeamten und Reichstagsbrandforschers Fritz Tobias im Bundesarchiv Koblenz entdeckt und daraufhin die Suche nach dem Original der Erklärung angestoßen. Unterstützt wurden die weiteren Nachforschungen durch Hersch Fischler. Durch die Auffindung des Originals im Archiv des Amtsgerichts Hannover im Juli 2019 wurden der amtliche Charakter und die Authentizität des Dokumentes als solchem (nicht aber zwangsläufig die Akkuratheit der in ihm enthaltenen Behauptungen) bestätigt. Die Echtheit des Dokuments wurde zudem durch das Landeskriminalamt bestätigt.
Die Existenz des Dokuments wurde am 26. Juli in einem Artikel des Journalisten und Redakteurs Conrad von Meding in der Hannoverschen Allgemeinen Zeitung zuerst veröffentlicht. Die Erklärung Lennings’ wurde Ende Juli 2019 in amtlich beglaubigten Kopien der Deutschen Presse-Agentur (dpa) zur Verfügung gestellt. Die Folge war, dass zahlreiche Zeitungen und andere Medien in den Folgetagen über die Auffindung des brisanten oder scheinbar brisanten Lennings-Dokuments, seinen Inhalt und die mögliche Bedeutung für die Aufklärung des Rätsels, wer den Reichstag in Brand gesetzt habe, berichteten, so zum Beispiel die Frankfurter Allgemeine Zeitung, die Frankfurter Rundschau, die Süddeutsche Zeitung, die Tageszeitung (taz) und Die Welt.
Die Bewertung des neuen Dokuments und seines Quellenwertes gingen weit auseinander:
So wertete Conrad von Meding die Erklärung Lennings’ als Beleg dafür, dass die jahrzehntelang in der Fachforschung dominierende Auffassung, dass Marinus van der Lubbe den Reichstag als Einzeltäter in Brand gesetzt habe, eine „Schutzbehauptung“ gewesen sei. Gewicht käme ihr besonders deshalb zu, da Lennings sich mit dieser Behauptung nicht, wie es in den Nachkriegsjahren verbreitete Praxis gewesen sei, zu entlasten versucht habe, sondern dass er sich im Gegenteil selbst belastet habe. Meding meinte aus diesem Grund die Prognose wagen zu können, dass die Forschung zum Reichstagsbrand aufgrund von Lennings’ Erklärung „neu losgehe“.
Nach Hersch Fischler wird Lennings durch die 1933 protokollierte Aussage eines Polizeioberwachtmeisters bestätigt. Dieser hatte einen grau-grünen Wagen um 21 Uhr 15 am zur Krolloper gelegenen Nebeneingang des Reichstags (damals Simonsstraße) gesehen, war jedoch im Prozess nicht als Zeuge geladen worden. Van der Lubbe sagte nach Fischler auch aus, er sei im Reichstag an Ritterrüstungen vorbeigekommen. Die gab es nach Fischler nur am Eingang Simonsstraße und nicht auf dem Weg, auf dem er laut Ermittlungsprotokoll in den Reichstag gekommen sein soll. Auch bestehen Zweifel an der Aussage von van der Lubbe, der geh- und stark sehbehindert war, er hätte, um in den Reichstag zu kommen, eine fünf Meter hohe Balustrade erklettert, die zusätzlich von einem zwei Meter tiefen Graben umgeben war, der mit Stacheldraht gesichert war. Skeptisch gegenüber den protokollierten Aussagen van der Lubbes äußerten sich nach dem Krieg auch verschiedene Brandexperten. Nach Fischler waren die Verhörprotokolle und Ermittlungsakten nachweislich mehrfach manipuliert und Teile entfernt worden. Nach Fischler war van der Lubbe mit seiner Selbstbelastung vor allem vom Willen getrieben, als Alleintäter bekannt zu werden und ein Zeichen gegen die Nationalsozialisten zu setzen.
Der amerikanische Historiker Benjamin Carter Hett erklärte in einem Interview mit Conrad von Meding, dass es sich hier – vorbehaltlich einer genaueren Prüfung – um das erste Dokument zu handeln scheine, in dem ein Mittäter davon berichte, auf Befehl der Nazis selbst an den Vorbereitungen beteiligt gewesen zu sein. Davor aufgetauchte Dokumente hätten sich alle als Fälschungen erwiesen. Lennings’ Erklärung unterstütze eine Aussage des Rechtsanwalts des Wiederaufnahmeverfahrens Arthur Brandt, dass er von einem ehemaligen SA-Mann kontaktiert worden sei, der zu Gunsten van der Lubbes „auspacken“ habe wollen. Der ehemalige SA-Mann habe zwar, so zitiert Hett Brandt in seinem 2014 auf Englisch erschienenen Buch Der Reichstagsbrand. Wiederaufnahme eines Verfahrens, nicht vor Gericht aus Angst um sein Leben aussagen wollen; Brandt habe aber dessen Aussage ohne Namensnennung im Prozess verwendet und fest an deren Wahrheitsgehalt geglaubt. In seinem Buch war Hett noch skeptisch gegenüber dieser Aussage, merkte aber an, dass Brandt eine hohe Reputation unter Kollegen genossen habe und die Begegnung durch dessen Tochter und Hans Bernd Gisevius, der eine Tonbandaufnahme von dessen Aussage gehört habe, bestätigt worden sei. Der Verfassungsschutzmitarbeiter Fritz Tobias habe in seiner elfteiligen Artikelserie im Magazin Spiegel 1959/60 mittels Manipulation und Unterdrückung von Quellen sowie Erpressung von Historikern den „Grundstein“ für die seit den 1960er Jahren unter Historikern in Deutschland vorherrschende These der Alleintäterschaft van der Lubbes gelegt, um ehemalige NS-belastete Ermittler beim Reichstagsbrand, die um die Fortsetzung ihrer Karriere in der Bundesrepublik Deutschland fürchteten, zu schützen. Walter Zirpins – ab 1951 Leiter des Landeskriminalpolizeiamts Niedersachsen – hatte van der Lubbe verhört und war einer der Verfasser der Ermittlungsprotokolle. Hett sieht es als „trauriges Kapitel“, dass sich der Spiegel bis heute nicht von der Artikelreihe von Tobias distanziert habe.

### Nach der Prüfung des Sachverhalts
Ende November 2019 berichtete der Spiegel-Redakteur und Historiker Klaus Wiegrefe, Recherchen des Historikers Rainer Orth würden zeigen, dass 1936/37 zwei Mediziner im Auftrag des Erbgesundheitsgerichts beim Amtsgericht Leipzig psychiatrische Gutachten über Lennings angefertigt hätten, wonach dieser ein „Psychopath“ sei, der u. a. an Angststörungen, epileptischen Anfällen und Erinnerungsverlust leide. Es sei damals um eine mögliche Sterilisation Lennings’ wegen psychischer Erkrankung gegangen, die aber deshalb nicht erfolgte, weil er wohl zeugungsunfähig gewesen sei. Um zu klären, was von „psychiatrischen Gutachten aus der Nazizeit“ zu halten sei, habe der Spiegel, so Wiegrefe, die Gutachten einem heutigen Psychiatrie-Experten zur Einschätzung vorgelegt, dem Psychiater Frank Schneider. Man könne, so Schneider, Lennings’ Aussagen nicht grundsätzlich als Lügen abtun, es gebe aber „sehr viele Indizien“, dass er sich einer Tat bezichtigt habe, an der er nicht beteiligt gewesen sei. Dass Fritz Tobias in den 1950er Jahren die eidesstattliche Aussage Lennings nicht an die Öffentlichkeit gebracht habe, habe nichts mit Informationsunterdrückung zu tun, folgert Wiegrefe, sondern mit dem Umstand, dass Lennings’ Bruder Tobias gewarnt habe, dieser sei ein „großer Fabulierer“ und erzähle gerne „Räuberpistolen“.
Der Journalist und Historiker Sven Felix Kellerhoff stellte die Authentizität von Lennings’ Erklärung, soweit es ihren Inhalt betrifft, demgegenüber nachdrücklich in Abrede: Unter Verweis auf die von ihm selbst ausgewerteten Akten der den Brand 1933 untersuchenden Sonderkommission der Berliner Politischen Polizei, die verschiedene Aussagen von Personen enthalten, die Marinus van der Lubbe am 27. Februar 1933 in Berlin gesehen zu haben behaupteten, insistierte Kellerhoff, dass Lennings Lubbe unmöglich, wie er es in seiner Erklärung behauptet, mit einem Automobil am Abend des 27. Februar zum Reichstag gefahren haben könnte, da aufgrund der vorliegenden Zeugnisse feststehe, dass Lubbe sich bereits mittags zu Fuß in die Gegend des Reichstags begeben habe und sich anschließend für einige Stunden im umliegenden Gebiet des Bezirks Mitte aufgehalten habe, um dort auf das Anbrechen der Abenddunkelheit zu warten, in deren Schutz er die von ihm geplante Brandstiftung begehen habe wollen. Kellerhoff war daher überzeugt, dass Lennings’ Erklärung „nicht der Wahrheit entspricht“, sondern es sich bei dieser um eine Falschaussage gehandelt habe. Kellerhoff fand seine Vermutungen durch die Recherche von Rainer Orth und Klaus Wiegräfe bestätigt, so in seinem Artikel in der Welt vom 29. November 2019.
Der britische Historiker Richard J. Evans folgt Kellerhoffs Argumentation und glaubt, dass Lennings sich „die ganze Geschichte ausgedacht“ hatte, sie sei daher „wertlos“. Das habe auch Tobias erkannt: Dass er sie in seinem Buch ignoriert habe, sei mithin nicht auf Vertuschungsabsichten zurückzuführen.
Im Herbst 2021 legte der Historiker Rainer Orth, auf dessen Recherchen sich die oben erwähnten Journalisten Wiegrefe und Kellerhoff bezogen, seine Untersuchung zu Martin Lennings vor, in der er die Aussagen Lennings’ zu dessen Rolle beim Reichstagsbrand einer quellenkritischen Prüfung unterzieht. Orth kommt zu einem differenzierten Fazit: Einerseits hätten sich die überprüfbaren Angaben Lennings’ „grundsätzlich als korrekt“ erwiesen. Es sei „zu konstatieren, dass in der eidesstattlichen Erklärung Martin Lennings aus dem Jahre 1955 keine wesentliche Angabe gefunden werden konnte, die nachweislich inkorrekt ist“. Andererseits seien seine psychischen Auffälligkeiten derart gravierend und sowohl von Fachleuten mehrfach diagnostiziert als auch von Familienangehörigen bestätigt, dass der Teil seiner nicht überprüfbaren Aussagen zum Reichstagsbrand „mit einem gehörigen Maß an Reserviertheit behandelt werden [sollte].“ Orth zufolge liegt der Wert von „Lennings‘ Erklärung als historische Quelle“ hauptsächlich darin, sie als Indiz dafür zu sehen, die bislang „unzureichend erhellten Aktivitäten der Berliner SA im Zusammenhang mit dem Brand“ mehr in den Fokus der einschlägigen Forschung zu rücken.

## Archivische Überlieferung
Lennings’ Spruchkammerakten haben sich im Staatsarchiv Ludwigsburg unter den Signaturen „EL 902/20 Bü 18246“ und „EL 902/15 Bü 13880“ erhalten. Die eidesstattliche Erklärung aus dem Jahr 1955 beim Amtsgericht Hannover wurde im November 2019 dem Niedersächsischen Landesarchiv, Abteilung Hannover übergeben und dort unter der Signatur NLA HA Nds. 725 Hannover Acc. 2019/125 Nr. 1 verzeichnet.